# 伊万·桑切斯
伊万·桑切斯·阿瓜约（英語：Iván Sánchez Aguayo；1992年9月23日—）是一位西班牙足球運動員。在場上的位置是翼鋒。現效力於西班牙足球甲级联赛球隊皇家巴利亞多利德。

## 球會生涯

### 哈恩
桑切斯生於哈恩省坎皮略德亚雷纳斯，自小便在皇家哈恩青訓系統學習踢球。在2010/11球季，他在球隊的西班牙足球乙二級聯賽獲得穩定上場球會。

### 马德里竞技B队
2011年7月14日，他與马德里竞技簽約三年。他獲下放至球隊B隊，該隊屬於西乙二聯賽，桑切斯在該球季上場18次並隨隊參加了秘魯舉行的2012年U20南美解放者杯。桑切斯雖效力球隊三年，但未曾在一隊上場，最多只是在2012/13賽季隨一隊參加季前訓練。縱使如此，他仍是B隊的常規球員，並在13/14球季的附加賽取得進球，使球隊保級成功。

### 阿爾梅里亞
2014年6月，桑切斯與另一支西甲球會阿爾梅里亞簽約三年。同樣地他被下放至球會B隊踢西乙二聯賽。在阿爾梅里亞首個賽季，他代表球隊在西班牙國王盃上場2次，首次為一隊上陣是2014年12月5日以先發身份參加對皇家贝蒂斯的比賽。
阿爾梅里亞在該賽季保級失敗降級至西班牙足球乙級聯賽，這使桑切斯在2015/16賽季提升至一隊。他首次在西乙上場是2015年9月6日在下半場換入，參加以2-1擊敗奥萨苏纳的比賽。該賽季他共上場25次。

### 阿爾巴塞特和埃尔切
2016/17球季上半場，桑切斯甚少得到比賽機會，因此他在2017年1月18日被外借到西乙二球會阿爾巴塞特至季末。他助球隊晉級至來季西乙聯賽，並在季後正式轉會到那裡，但永久轉會卻後從未替球隊上場。
2017年8月，他被外借到西乙二球會埃尔切並助球隊晉級至西乙聯賽。2018年6月26日，他以自由身身份與埃尔切簽下兩年合約，並成為球隊主力球員，在2018/19賽季共上場36次及打進7球。2019/20球季，他助球隊打進附加賽並擊敗赫罗纳，使球隊來季重返西甲聯賽。

### 伯明翰
2020年8月27日，桑切斯免費轉投英格蘭第二級聯賽球會伯明翰並簽約三年，附一年選擇權。9月12日球季揭日，他便先發上場參加對布伦特福德的比賽，在比賽第37分鐘他開出角球使隊友热雷米·贝拉打進全場唯一進球。桑切斯入選為英冠9月最佳陣容。10月對斯托克城的比賽，他開出角球使隊友哈利·迪安先開紀錄。12月作客卡迪夫城的比賽，他打進在球會首顆進球使球隊以2-1領先，但最終球隊仍以3-2落敗。他此入球獲選為球隊年度最佳進球。
在艾托·卡兰卡執教下，桑切斯是球隊主力成員，但季末他診斷出有疝並需要注射止痛藥才能繼比賽。在新教練李·保耶執教下，他只有2次上場紀錄，而球隊最終亦保級成功。新球季他2次以替補身份上場後，他決定接受手術治療並在10月回到替補名軍中，但持續的痛楚迫使他需要進一步接受專科治療。

### 皇家巴利亞多利德
2022年1月31日，仍未完全康復的他被外借至皇家巴利亞多利德至季末。3月5日以4-1擊敗特內里費的比賽，他終於回到賽場，以替補身份上陣，之後很快便進入球隊先發名單。該季他在球隊共上場12次及打進2球，但球隊以亞軍身份晉級至來季西甲。他的外借合約有可以買斷條款，而桑切斯亦表明希望留在西班牙。最終他正式轉會及與球隊簽約兩年，附有一年延長權，轉會費捷報為10萬歐元。2022年8月13日以3-0不敵比利亞雷阿爾的比賽，他以替補身份上場首次參加西甲比賽 。